# اچ‌ام‌اس ئی۱۶
اچ‌ام‌اس ئی۱۶ (به انگلیسی: HMS E16) یک زیردریایی است که طول آن ۱۸۱ فوت (۵۵ متر) می‌باشد. این زیردریایی در سال ۱۹۱۴ ساخته شد.